# Macrosiphoniella papillata
Macrosiphoniella papillata är en insektsart. Macrosiphoniella papillata ingår i släktet Macrosiphoniella och familjen långrörsbladlöss. Inga underarter finns listade i Catalogue of Life.